# 북한산성
북한산성(北漢山城, 영어: Bukhansanseong Fortress)은 경기도 고양시 덕양구, 서울특별시 은평구, 성북구, 강북구, 도봉구 일원에 쌓은 산성이다. 사적 제162호로 지정되었다.

## 개요
조선 숙종(1711년)때 고려시대의 중흥산성을 바탕으로 축성된 산성이다. 14개의 문, 3개의 장대와 함께 유사시  어가를 북한산성으로 옮길 행궁을 건립하였다. 둘레가 7,620보(步)이다.
수문부터 용암문까지 훈련도감에서, 용암문에서 대성문까지 금위영에서, 수문부터 대남문까지 어영청에서 각각 만들었다. 지형에 따라 성벽 없이 여장(女檣)만 쌓은 곳도 있는데, 그 길이는 1,457보이다.
1700년대에 지어진 요새로 6개의 성문, 8개의 비밀문, 2개의 수로로 구성되어 있다.

### 현지 안내문
백제가 수도를 하남 위례성으로 정했을 때 도성을 지키던 북방의 성이다.
백제 개루왕 5년(132)에 세워진 곳으로, 11세기 초 거란의 침입이 있을 때 현종이 고려 태조의 관을 이곳으로 옮겨 오기도 했다. 고려 고종 19년(1232)에 몽고군과의 격전이 있었고, 우왕 13년(1387)에 성을 다시 고쳐지었다. 조선시대에 임진왜란과 병자호란 이후 도성 외곽을 고쳐짓자는 의견이 일어나 숙종 37년(1711) 왕명으로 토성을 석성으로 고쳐지었다.
성의 규모는 대서문, 동서문, 북문 등 13개의 성문과 불을 피우던 곳으로 동장대, 남장대, 북장대가 있었다. 성내에는 중흥사를 비롯한 12개의 사찰과 99개의 우물, 26개의 작은 저수지, 그리고 8개의 창고가 있었다. 현재 북한산성에는 삼국시대의 토성이 약간 남아 있기는 하나 대개 조선 숙종 때 쌓은 것으로 여장은 허물어 졌고, 대서문과 장대지·우물터·건물터로 생각되는 방어시설 일부가 남아있다.
이 지역은 고구려, 백제, 신라가 서로 차지하기 위해 쟁탈전을 벌였던 곳이며, 조선시대에는 도성을 지키는 중요한 곳이었다.

## 역사
- 문종 원년(1451) : 북한산을 비롯한 도성 주변 지역에 대한 축성을 논의
- 선조 29년(1596) : 북한산성 축성 논의에 따라 이덕형이 중흥산성을 돌아보고 옴
- 효종 10년(1659) : 송시열에게 축성 계획을 전했으나 실행하지 못함
- 숙종 28년(1702) 우의정 신완(申玩)이 성지(城池) 문제를 논의
- 숙종 37년(1711) 4월 3일 : 축성 시작
- 숙종 37년(1711) 8월 : 행궁영건청 설치
- 숙종 37년(1711) 10월 : 완공
- 숙종 38년(1712) 4월 : 숙종이 중성을 쌓도록 지시
- 숙종 38년(1712) 5월 : 행궁 완공
- 숙종 40년(1714) : 중성문 완성
- 1760년(영조 36년) : 소남문에 문루를 올림
- 1765년(영조 41년) : 소남문의 이름을 대남문으로 바꿈
- 1996년 : 서울대박물관에서 북한산성 지표 조사
- 1999년 : 단국대학교 매장문화재연구소가 북한산성 행궁지 지표 조사
- 2009년 : 경기문화재단 북한산성행궁지 종합 정비 기본 계획 발간
- 2011년 : 한울문화재연구원 고양 북한산성행궁지 시굴 조사

## 규모
- 둘레 : 7,620보
- 문 : 14개와 성문 주위의 봉우리
  - 대서문
  - 수문
  - 서암문
    - 원효봉(510.3)

  - 북문
    - 염초봉(662.2), 시자봉, 백운대(835.6)

  - 백운봉암문
    - 만경대(800.6), 용암봉

  - 용암암문[현 용암문]
    - 일출봉, 월출봉, 기룡봉, 반룡봉, 시단봉(동장대), 덕장봉

  - 소동문 [현 대동문]
    - 복덕봉

  - 동암문[현 보국문(석가령)]
    - 성덕봉, 화룡봉

  - 대동문[현 대성문]
    - 잠룡봉

  - 소남문[현 대남문(사자령, 658.7)]
    - 문수봉(716.3), 칠성봉(728.4)

  - 가사당암문(686.6)
    - 나한봉(715.5, 가사봉), 나월봉, 환희봉

  - 부왕동암문(환희령)
    - 증취봉, 용혈봉, 용출봉

  - 청수동암문
    - 의상봉(501.5)

  - 중성문

- 누각 : 3개
  - 세심루 : 서암사 앞에 있다.
  - 항해루 : 중흥동 입구 계곡 지나서 있다(용학사 앞에 있다)
  - 산영루 : 중흥사 앞에 있다.

- 장대 : 3개
  - 동장대 시단봉 위에 있다.
  - 남장대 나한봉 동북방향에 있다.
  - 북장대 기린봉 위에 있다.
- 행궁
- 사찰 : 13개
  - 서암사
  - 중흥사
  - 태고사
  - 상운사
  - 진국사
  - 봉성암
  - 국녕사
  - 용암사
  - 원각사
  - 원효암
  - 보광사
  - 보국사
  - 부왕사
- 군창 : 3개
- 우물 : 99개

## 유적
- 북한산 승도절목 명문(北漢山 僧徒節目 銘文) : 북한산 용학사 아래 비석거리 내 화강암 암벽에 새겨진 명문이다. 조선 철종 6년(1855)에 북한산성 내의 사찰이 피폐하고 승도가 흩어짐이 승병대장인 총섭(總攝)의 책임인 바 그의 임용시 폐단을 없애기 위한 규칙을 새겨 놓은 것이다. 규모는 가로 226.5cm, 세로 107.5cm이다.
- 북한산성 금위영 이건 기비(北漢山城 禁衛營 移建 記碑) : 대동문 안에 있던 금위영을 숙종 41년(1715)에 보국사 아래로 옮긴 기념으로 세운 비석이다. 뒷면이 땅에 묻혀 있는 와비(臥碑)이다.
- 북한산성 금위영 유영지(北漢山城 禁衛營 留營址) : 효율적인 산성 자치와 관리를 위하여 금위영 유영을 둔 터이다. 지금은 금위영이건기비를 비롯하여 가로 4m, 세로 2m 크기의 건물 기단, 주춧돌 9개, 돌계단 2개소, 장대석 7개, 석누조 1개, 무너진 담장터만 남아 있다.
- 북한산성 어영청 유영지(北漢山城 御營廳 留營址) : 대성문 안쪽에 어영청 유영을 두었던 터로, 19세기 말에 관리 소홀로 방치되다가 소멸된 것으로 추정된다. 현재 남아 있는 건물은 없으며 오래된 석축, 주춧돌, 돌담 등이 흩어져 있다.
- 북한산성 훈련도감 유영지(北漢山城 訓鍊都監 留營址) : 효율적인 산성 자치와 관리를 위하여 훈련도감 유영을 둔 터이다. 현재 남아 있는 건물은 없으며 총 길이 200m, 높이 7m에 이르는 긴 석축과 각 건물에 사용되었던 주춧돌, 기단석, 대석과 우물, 연못자리 등이 남아 있다.
- 북한산성산영루지(北漢山城山映樓址) : 북한산성 중흥사 앞에 위치해 있는 조선 후기의 누각으로, 산그림자가 수면 위에 비치는 곳이라 하여 산영루라 이름 붙였다. 17세기 이전부터 있었을 것으로 추정하며, 1915년과 1925년 홍수로 누각은 사라지고 초석 10매 만이 남아 있다.
- 북한산성 상창지(北漢山城 上倉址) : 조선 숙종 37년(1711) 북한산성 축성 이후 전란을 대비하여 양곡을 보관하던 창고터로 북한산성 행궁 아래에 있다. 규모는 대청 18칸, 내아 12칸, 향미고 63칸, 군기고 3칸, 집사청 3칸, 군관청 4칸, 서원청 4칸, 고지기집 5칸, 월랑 2칸, 각문 7칸 정도였고, 19세기 말에 소실된 것으로 추정된다.
- 북한산성 중창지(北漢山城 中倉址) : 조선 숙종 37년(1711) 북한산성 축성 이후 전란을 대비하여 양곡을 보관하던 창고터로 중흥사 앞에 있다. 규모는 대청 6칸, 향미고 78칸, 고지기집 5칸, 대문 2칸 정도였고, 19세기 말에 소실된 것으로 추정된다.
- 북한산성 하창지(北漢山城 下倉址) : 조선 숙종 37년(1711) 북한산성 축성 이후 전란을 대비하여 양곡을 보관하던 창고터로 서문 안에 있다. 규모는 대청 6칸, 향미고 34칸, 고지기집 8칸, 대문 2칸 정도였고, 19세기 말에 소실된 것으로 추정된다.
- 북한산성 선정비군(北漢山城 善政碑群) : 현존하고 있는 비의 숫자는 총 26기로 이 중에 옥개석을 모두 갖춘 것은 몇 기 되지 않으며 대부분 훼손된 상태이다. 비문에 새겨진 기록을 통해 본 비의 건립 시기는 모두 19세기 이후이다.

## 사진

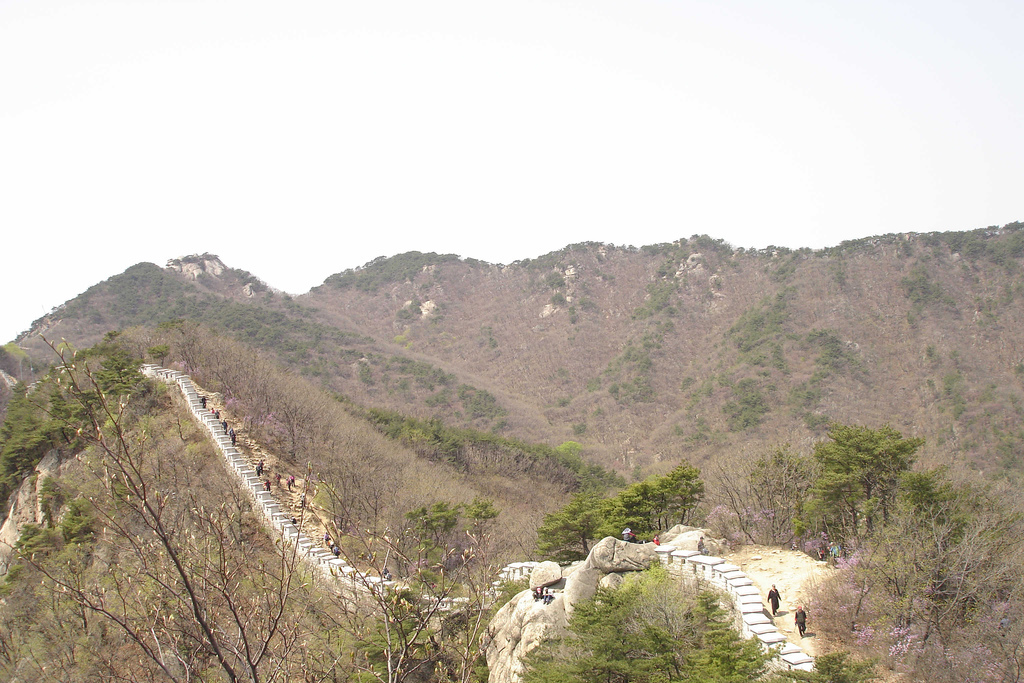
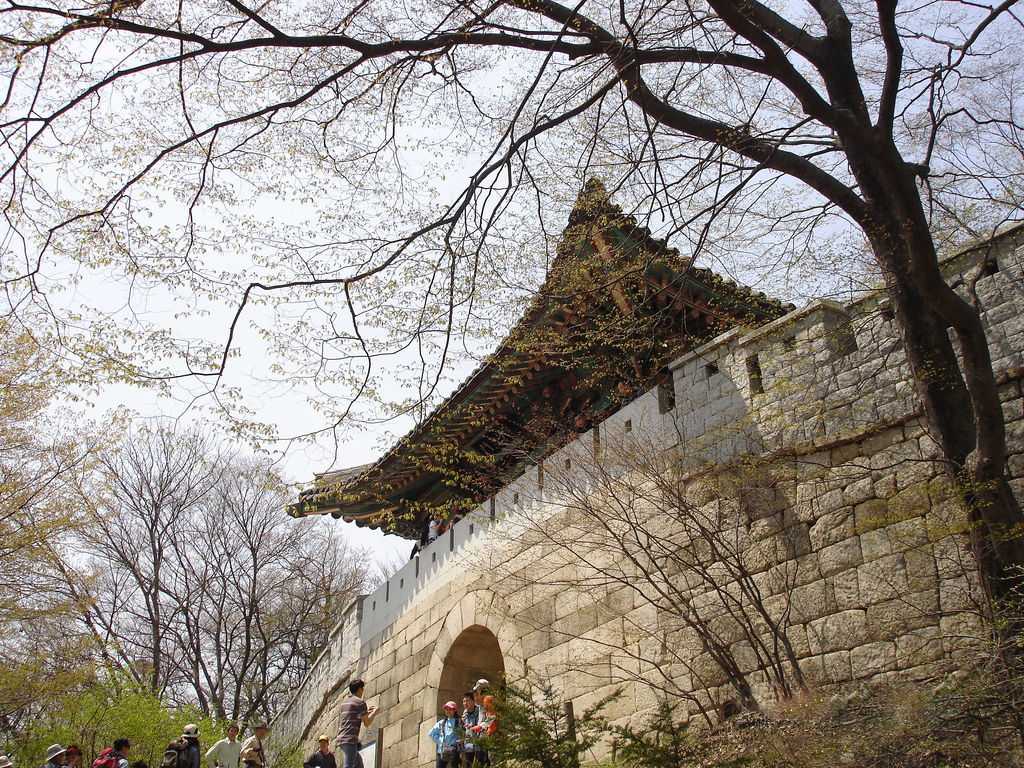
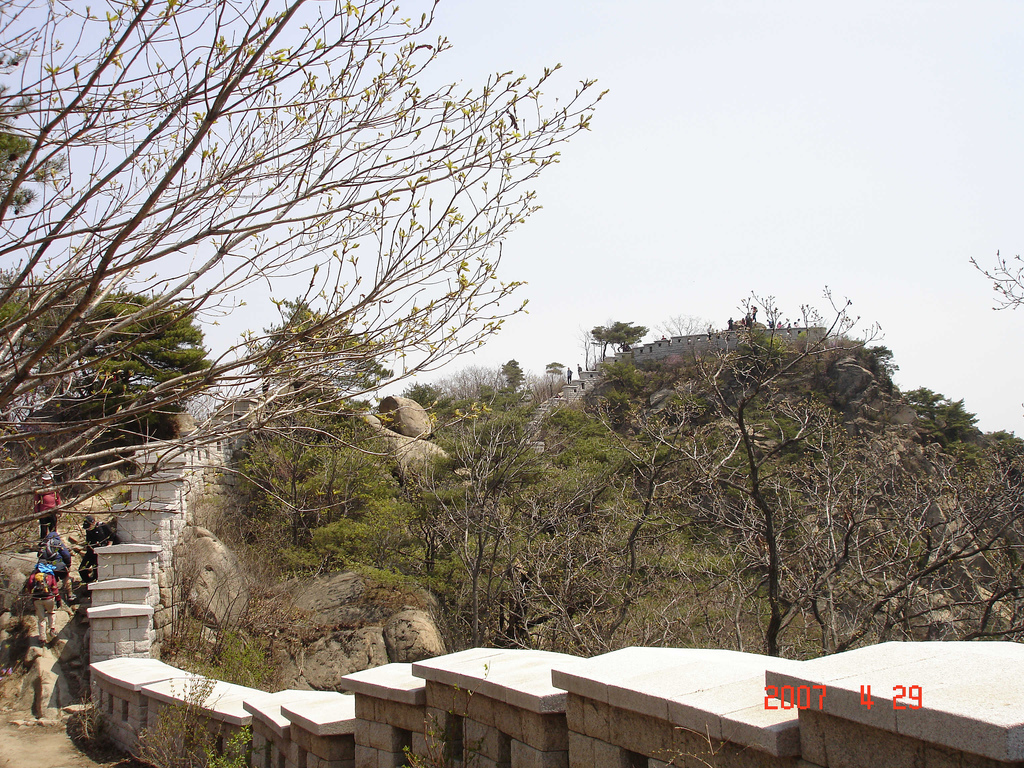
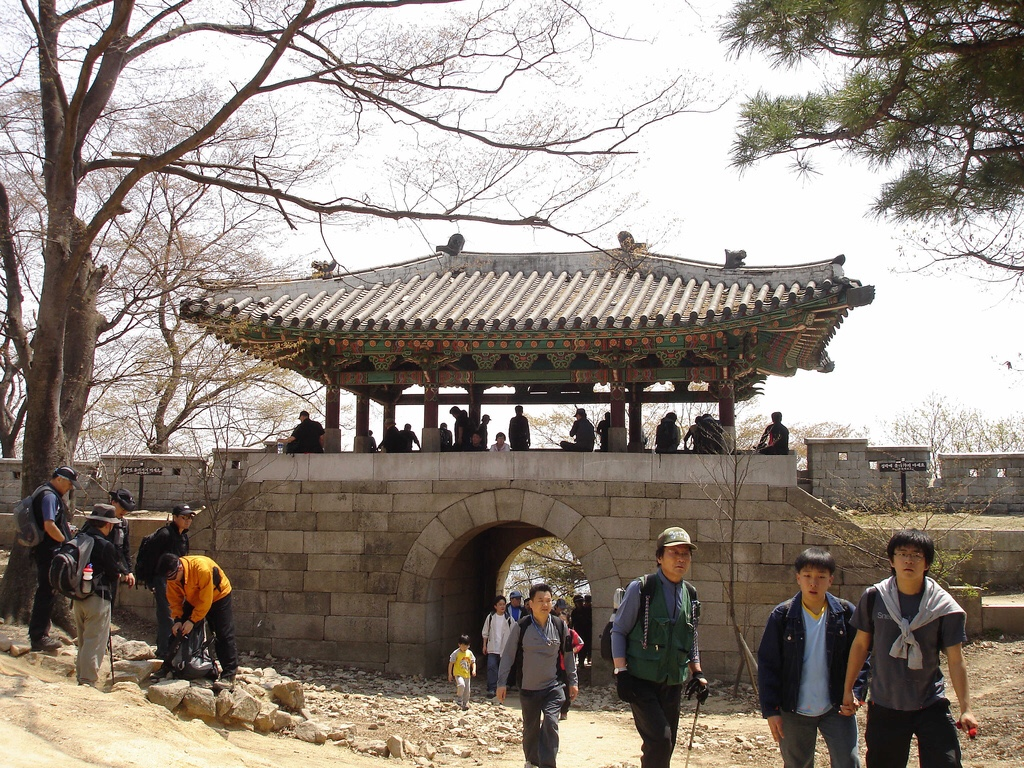
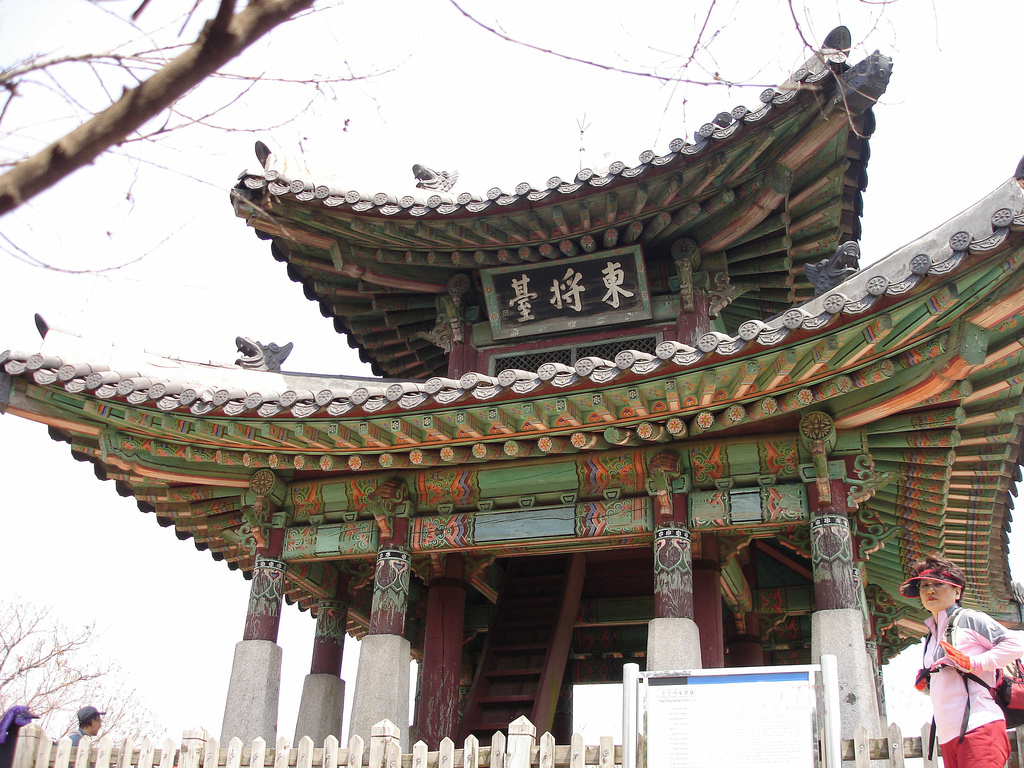

## 참고 문헌
- 이 문서에는 다음커뮤니케이션(현 카카오)에서 GFDL 또는 CC-SA 라이선스로 배포한 글로벌 세계대백과사전의 내용을 기초로 작성된 글이 포함되어 있습니다.

## 같이 보기
- 남한산성
- 북한산
- 중흥산성
- 진흥왕순수비
- 총융청
- 경리청

## 참고 자료
- 북한산성 - 국가유산청 국가유산포털